# مک‌وود
مک‌وود (نام علمی: Strymon mackwoodi) نام یک گونه از سرده تکیده مودمیان است.